# Курочка Артем
Курочка (Приходченко) Артем — український кобзар.

## Життєпис
Артем Курочка (Приходченко) народився у Бобрівнику Зіньківського повіту Полтавської губернії. За твердженням Мартиновича, кобза Артема була дуже маленька з невеликою кількістю приструнків. «На три струночки, на два пристуночки», але грав добре.
Учень зіньківського кобзаря Івана Хмельницького.